# 3APL
3APL (An Abstract Agent Programming Language) je programovací jazyk (a platforma) pro tvorbu agentů a multiagentních systémů.
Jazyk 3APL byl navržen na univerzitě v Utrechtu za účelem ověření konceptu programovacího jazyka, který by umožňoval rychle tvořit softwarové agenty založené na BDI (belief-desire-intention) architektuře. Vývoj v této oblasti v současnosti[kdy?] pokračuje jazykem 2APL (A Practical Agent Programming Language), cílem je dosáhnout jediného univerzálního jazyka pro tvorbu agentů – jazyka 1APL (Single Agent Programming Language).

## Běh programu
Jazyk je vzhledem k tomu, o jaký typ jazyka se jedná, interpretovaný. V současné době[kdy?] existují 3 oficiální možnosti, jak spustit program v jazyce 3APL:
- Platforma 3APL postavená na Javě – považována za relativně stabilní, používá se při výuce multiagentních systémů na univerzitě v Utrechtu,
- Haskell interpret jazyka 3APL – prototyp s nepatrnými odlišnostmi – používá se při výuce na MFF UK,
- 3APL-M (Toymaker) – platforma určena pro mobilní zařízení.

## Struktura programu v 3APL

### Základní struktura
Jazyk v některých principech vychází z Prologu, jeho vlastnosti se liší v závislosti na platformě. Jazyk není case-sensitive až na následující výjimky:
- akce a proměnná začíná velkým písmenem
- predikát začíná malým písmenem

Program v jazyce 3APL sestává z následujících částí (toto je struktura pro Java verzi, ostatní se mohou v detailech lišit).
Program by každopádně měl začínat určením názvu agenta:
```
PROGRAM "nazev_programu"

```

Pro zpřehlednění programu je možno načíst do BELIEFBASE (viz níže) externí soubor s Prolog predikáty:
```
LOAD "prolog_soubor.pl"

```

Dále lze v programu specifikovat počáteční belief-bázi, tedy to, co agent na začátku ví o prostředí, ve kterém bude operovat. Jednotlivé znalosti jsou přitom Prologovské predikáty. Obsah belief-báze se během činnosti agenta mění, protože agent prováděním akcí mění prostředí a je si toho vědom.
Následující příklad ukládá do belief-báze predikát, který říká, že agent je na začátku (před spuštěním programu) unavený.
```
BELIEFBASE {
  unaveny().
}

```

Další součástí programu je specifikace možných akcí a jejich důsledků na BELIEFBASE agenta. Jedná se pouze o vyčtení možných akcí, podmínek, které musí být splněny, aby se mohly provést, a jejich efektů. Nedefinuje se zde žádné schéma uvažování.
Následující kód například popisuje, co to znamená "jít spát": když je agent unavený, může jít spát a když se vyspí, tak už není unavený a cítí se dobře. Dále je v kódu uvedena druhá akce: "dát si pivo". Když si agent (kdykoli) dá pivo, cítí se dobře, ale na jeho únavu to (zde se jedná možná o příliš velké zjednodušení) nemá vliv.
```
CAPABILITIES {
  { unaveny() } VyspiSe() { NOT unaveny(), dobryPocit() }
  { true }      DejPivo() { dobryPocit() }
}

```

Každý agent je navržen za nějakým účelem a tento účel je shrnut do sekce GOALBASE. Jedná se opět o sekci tvořenou Prologovskými predikáty. Cíl je považován za splněný, pokud v něj agent věří (je uložen v BELIEFBASE), potom se cíl odstraní z GOALBASE. V příkladu se náš agent snaží cítit se dobře...
```
GOALBASE {
  dobryPocit().
}

```

Je možno také specifikovat počáteční plán agenta, to znamená akce, které má agent naplánovány pro provedení bezprostředně po spuštění programu.
```
PLANBASE {
}

```

Specifikace pravidel popisující způsob dosažení cíle (a pravidla revize plánů) je další důležitou části programu v jazyce 3APL. Má vždy následující syntax:
```
cíl <- strážná_podmínka | { akce }

```

Cíl může být navíc prázdný, podmínka může být true, akce může být složená/jednoduchá/vestavěná...
Příklad pravidel specifikující způsob dosažení cíle (pg-rules) – když se agent necítí dobře, měl by s tím něco dělat (aby se cítil dobře):
```
PG-RULES {
  dobryPocit() <- NOT dobryPocit() | { DelejSTimNeco(); }
}

```

Dále je možno určit pravidla pro revizi plánu (pr-rules). Ta umožňují definovat chování agenta v případě, že byla zneplatněna některá z podmínek, která vedla ke stanovení současného plánu, případně je zde možno definovat složené akce pomocí akcí elementárních (tj. těch definovaných v CAPABILITIES) a vestavěných (viz níže).
Příklad – když se agent necítí dobře, tak aby s tím něco dělal, musí se napřed rozhodnout, jaká je příčina a podle toho se buď vyspat, nebo si dát pivo:
```
PR-RULES {
  DelejSTimNeco() <- NOT dobryPocit() | {
    IF (NOT unaveny()) THEN {
      DejPivo();
    } ELSE {
      VyspiSe();
    }
  }
}

```

### Řízení běhu, podmínky, dalšísyntaxjazyka
Formální specifikaci jazyka 3APL lze nalézt na oficiálních stránkách. Pro základní použití jazyka pravděpodobně stačí následující seznam programátorských konstruktů, které lze v 3APL použít:
- Podmíněný příkaz:

```
IF predikat_uspeje THEN { Akce1(); ...; AkceN(); } ELSE { ... }
```

- Cyklus:

```
WHILE predikat_plati DO { Akce1(); ...; AkceN(); }
```

- Konjunkce, disjunkce, negace Prologovských predikátů:

```
predikat1() AND predikat2()
predikat1() OR predikat2()
NOT predikat()

```

### Vestavěné akce jazyka 3APL

#### Komunikace agentů
Jazyk 3APL byl od začátku vyvíjen jako jazyk, ve kterém je možno tvořit multiagentní systémy. Proto jazyk nutně musí obsahovat prostředky pro komunikaci mezi agenty. Je tedy k dispozici funkce Send(agent, typ_zpravy, obsah_zpravy). Pakliže agent A pošle agentovi B zprávu voláním akce Send(B, X, Y), uloží se do BELIEFBASE agenta a predikát sent(B,X,Y) a do BELIEFBASE agenta B se uloží received(A,X,Y). Takto agenti mohou – samozřejmě mají-li definovaná příslušná pravidla v PG-RULES (nebo PR-RULES) – na zprávy (jak přijaté, tak odeslané) reagovat.

#### Prostředí
Krom toho, co je "uvnitř" agenta, je možno v 3APL pracovat s externím prostředím. To je možno vytvořit např. ve formě Java programu (požadovaný interface je definován v příručce k jazyku). Platforma 3APL postavená na Javě obsahuje standardní prostředí vhodné například pro výuku – prostředí BlockWorld (svět ze čtverečků obsahující stěny, bomby a díru, kde se agent může pohybovat).
Java implementace platformy 3APL má za účelem komunikace s libovolným prostředím k dispozici příkaz Java(nazev_prostredi, akce, navrat) – například ve zmíněném prostředí BlockWorld je možno zjistit bomby v okolí agenta takto: Java("BlockWorld", senseBombs, BOMBS), kde BOMBS se po provedení akce naplní seznamem dvojic (se souřadnicemi bomb).